# Mycetophila alata
Mycetophila alata är en tvåvingeart som beskrevs av Louise Guthrie 1917. Mycetophila alata ingår i släktet Mycetophila och familjen svampmyggor.
Artens utbredningsområde är Kalifornien. Inga underarter finns listade i Catalogue of Life.